# Live Your Life
"Live Your Life" là một bài hát của rapper người Mỹ T.I. hợp tác với nghệ sĩ thu âm người Bardados Rihanna nằm trong album phòng thu thứ sáu của anh, Paper Trail (2008). Nó được phát hành vào ngày 10 tháng 9 năm 2008 như là đĩa đơn thứ bảy trích từ album bởi Grand Hustle Records và Atlantic Records. Bài hát được đồng viết lời bởi T.I., Makeba Riddick với Just Blaze, người cũng đồng thời chịu trách nhiệm đồng sản xuất nó với Canei Finch, trong đó sử dụng đoạn nhạc mẫu từ bài hát năm 2003 của O-Zone "Dragostea Din Tei", được viết lời bởi Dan Bălan. "Live Your Life" là một bản hip hop và R&B mang nội dung đề cập đến lời tự sự của T.I. về sự nổi tiếng và quan điểm lạc quan của bản thân trong tương lai, đồng thời cũng thể hiện sự tri ân đối với những cống hiến của quân đội Mỹ đang chiến đấu ở Iraq và Afghanistan lúc bấy giờ. Trước khi được phát hành chính thức, một phiên bản chưa hoàn thiện của nó đã bị rò rỉ trên Internet vào ngày 26 tháng 8 năm 2008.
Sau khi phát hành, "Live Your Life" nhận được những phản ứng trái chiều từ các nhà phê bình âm nhạc, trong đó họ đánh giá cao thông điệp tích cực và đoạn hook bắt tai của nó, nhưng cũng vấp phải nhiều ý kiến chỉ trích xung quanh việc thiếu điểm nhấn trong quá trình sản xuất. Tuy nhiên, bài hát đã gặt hái những thành công vượt trội về mặt thương mại với việc lọt vào top 10 ở hầu hết những quốc gia nó xuất hiện, bao gồm vươn đến top 5 ở những thị trường lớn như Úc, Áo, Canada, Ireland, New Zealand và Vương quốc Anh. Thị trường duy nhất nó đạt vị trí số một là ở Hoa Kỳ, nơi "Live Your Life" đứng đầu bảng xếp hạng Billboard Hot 100 trong sáu tuần không liên tiếp, trở thành đĩa đơn quán quân thứ ba của T.I. và thứ năm của Rihanna, cũng như nắm giữ kỷ lục cho cương vị đĩa đơn nhảy hạng lớn nhất trong lịch sử bảng xếp hạng lúc bấy giờ (từ vị trí thứ 80 đến vị trí số một) và đã tiêu thụ được hơn 4.8 triệu lượt tải nhạc số tại đây.
Video ca nhạc cho "Live Your Life" được đạo diễn bởi Anthony Mandler, trong đó tập trung mô tả câu chuyện về sự nổi tiếng của T.I. dưới hình thức kể lại, xen kẽ với những cảnh Rihanna hát trong phòng thay đồ và ở một câu lạc bộ. Nó đã nhận được nhiều lượt yêu cầu phát sóng liên tục trên những kênh truyền hình, như MTV, VH1 và BET, và chiến thắng một hạng mục tại giải Video âm nhạc của MTV năm 2009 cho Video xuất sắc nhất của nam ca sĩ. Để quảng bá bài hát, hai nghệ sĩ đã trình diễn cùng nhau tại giải Video âm nhạc của MTV năm 2008, cũng như trong nhiều chuyến lưu diễn của họ. Kể từ khi phát hành, "Live Your Life" đã được hát lại và sử dụng làm nhạc mẫu bởi nhiều nghệ sĩ, bao gồm Busta Rhymes, Justin Timberlake, Jimmy Fallon, Demi Lovato, Nicki Minaj, Trey Songz và Big Sean, cũng như xuất hiện trong những tác phẩm điện ảnh, như Daddy's Home và The Hangover. Tính đến nay, nó đã bán được hơn 7 triệu bản trên toàn cầu, trở thành một trong những đĩa đơn bán chạy nhất mọi thời đại.

## Danh sách bài hát
Tải kĩ thuật số
1. "Live Your Life" (hợp tác với Rihanna) - 5:39

Đĩa CD
1. "Live Your Life" (hợp tác với Rihanna) - 5:39
2. "Collect Call" - 4:36

## Xếp hạng
| Bảng xếp hạng (2008-09)                  | Vị trí cao nhất |
| ---------------------------------------- | --------------- |
| Úc (ARIA)                                | 3               |
| Áo (Ö3 Austria Top 40)                   | 5               |
| Bỉ (Ultratop 50 Flanders)                | 15              |
| Bỉ (Ultratop 50 Wallonia)                | 19              |
| Canada (Canadian Hot 100)                | 4               |
| Cộng hòa Séc (Rádio Top 100)             | 6               |
| Đan Mạch (Tracklisten)                   | 15              |
| Châu Âu (European Hot 100 Singles)       | 4               |
| Phần Lan (Suomen virallinen lista)       | 9               |
| Pháp (SNEP)                              | 17              |
| Đức (Official German Charts)             | 12              |
| Hungary (Rádiós Top 40)                  | 33              |
| Ireland (IRMA)                           | 3               |
| Hà Lan (Dutch Top 40)                    | 5               |
| Hà Lan (Single Top 100)                  | 21              |
| New Zealand (Recorded Music NZ)          | 2               |
| Na Uy (VG-lista)                         | 6               |
| Slovakia (Rádio Top 100)                 | 37              |
| Thụy Điển (Sverigetopplistan)            | 6               |
| Thụy Sĩ (Schweizer Hitparade)            | 8               |
| Anh Quốc (OCC)                           | 2               |
| Hoa Kỳ Billboard Hot 100                 | 1               |
| Hoa Kỳ Hot R&B/Hip-Hop Songs (Billboard) | 2               |
| Hoa Kỳ Hot Rap Songs (Billboard)         | 1               |
| Hoa Kỳ Pop Airplay (Billboard)           | 1               |
| Hoa Kỳ Rhythmic (Billboard)              | 1               |

| Bảng xếp hạng (2000-09)              | Vị trí |
| ------------------------------------ | ------ |
| Australia (ARIA)                     | 81     |
| US Billboard Hot 100                 | 37     |
| US Hot R&B/Hip-Hop Songs (Billboard) | 78     |

| Bảng xếp hạng (2008)                 | Vị trí |
| ------------------------------------ | ------ |
| Australia (ARIA)                     | 45     |
| Australia Urban (ARIA)               | 15     |
| Canada (Canadian Hot 100)            | 98     |
| Netherlands (Dutch Top 40)           | 108    |
| New Zealand (Recorded Music NZ)      | 24     |
| Norway (VG-lista)                    | 42     |
| Sweden (Sverigetopplistan)           | 99     |
| Switzerland (Schweizer Hitparade)    | 83     |
| UK Singles (Official Charts Company) | 38     |
| US Billboard Hot 100                 | 37     |
| US Hot R&B/Hip-Hop Songs (Billboard) | 62     |
| US Rap Songs (Billboard)             | 21     |
| Bảng xếp hạng (2009)                 | Vị trí |
| Australia (ARIA)                     | 75     |
| Australia Urban (ARIA)               | 18     |
| Austria (Ö3 Austria Top 40)          | 71     |
| Canada (Canadian Hot 100)            | 24     |
| Europe (European Hot 100 Singles)    | 52     |
| Germany (Official German Charts)     | 94     |
| Hungary (Rádiós Top 40)              | 144    |
| Netherlands (Dutch Top 40)           | 106    |
| Switzerland (Schweizer Hitparade)    | 70     |
| UK Singles (Official Charts Company) | 137    |
| US Billboard Hot 100                 | 18     |
| US Hot R&B/Hip-Hop Songs (Billboard) | 17     |
| US Pop Songs (Billboard)             | 15     |
| US Rap Songs (Billboard)             | 3      |
| US Rhythmic (Billboard)              | 10     |

| Bảng xếp hạng            | Vị trí |
| ------------------------ | ------ |
| US Billboard Hot 100     | 202    |
| US Rap Songs (Billboard) | 27     |

## Chứng nhận
| Quốc gia | Chứng nhận  | Số đơn vị/doanh số chứng nhận |
| --- | ----------- | ----------------------------- |
| Úc (ARIA) | Bạch kim    | 70.000^                       |
| New Zealand (RMNZ) | Bạch kim    | 30.000*                       |
| Anh Quốc (BPI) | Bạch kim    | 600.000‡                      |
| Hoa Kỳ (RIAA) | 3× Bạch kim | 4,800,000                     |
| Hoa Kỳ (RIAA) Nhạc chuông | Bạch kim    | 1.000.000^                    |
| * Chứng nhận dựa theo doanh số tiêu thụ. ^ Chứng nhận dựa theo doanh số nhập hàng. ‡ Chứng nhận dựa theo doanh số tiêu thụ và phát trực tuyến. |             |                               |